# Roman Gibala
Roman Gibala (* 5. října 1972) je bývalý český fotbalista, záložník. Začínal v Drnovicích, ale poté od jednadvaceti let vystřídal týmy Olomouce, Znojma, Třince, Chebu, Hradce Králové a Viktorie Žižkov. Do Drnovic se vrátil na podzim 2000, od ledna 2005 hrál v Pardubicích. V létě 2005 odešel do Kroměříže, kde po půl roce ukončil aktivní kariéru. Tvořivý hráč s dirigentskými schopnostmi, perfektně uměl načasovat finální přihrávku. V lize odehrál 183 utkání a dal 18 gólů.